# Departamento Alberdi
Das Departamento Alberdi (spanisch) liegt im Nordosten der Provinz Santiago del Estero im Nordwesten Argentiniens und ist eine von 27 Verwaltungseinheiten der Provinz. 
Es grenzt im Norden an das Departamento Copo, im Osten an die Provinz Chaco, im Süden an die Departamentos Moreno und Figueroa und im Westen an die Departamentos Jiménez und Pellegrini. 
Die Hauptstadt des Departamento Alberdi ist Campo Gallo.

## Städte und Gemeinden
Das Departamento Alberdi ist in folgenden Gemeinden aufgeteilt:
- Campo Gallo
- Donadeu
- Sacháyoj
- Santos Lugares
- Agustina Libarona
- Coronel Manuel Leoncio Rico
- El Setenta
- Huachana
- Las Carpas
- San Gregorio
- Villa Palmar